# يانوش أدير
يانوش أدير (بالمجرية: Áder János) (مواليد 9 مايو 1959) هو الرئيس الخامس لجمهورية هنغاريا منذ 10مايو 2012، و حتى 10 مايو 2022. و يعتبر واحد من أقدم قادة حزب فيدس (الاتحاد المدني المجري). في انتخابات عام 1990 وعام 1994 كان رئيس حملة حزب فيدس. كان أدير عضواً في البرلمان المجري 1990-2009، وكان رئيس الجمعية الوطنية المجرية (البرلمان) من 18 يونيو 1998 إلى 15 مايو 2002. في انتخابات 2009 أصبح عضواً في البرلمان الأوروبي. في 16 أبريل 2012، تم تعيينه من قبل حزب فيدس، ورئيس الوزراء فيكتور أوربان، ليصبح الرئيس الجديد للمجر بعد استقالة بال شميت. انتخب في 2 مايو، وتولى مهام منصبه في 10 مايو عام 2012.وترك المنصب في 10 مايو 2022. بعد الانتخابات الرئاسية في المجر 2022

## روابط خارجية
- يانوش أدير على موقع IMDb (الإنجليزية)
- يانوش أدير على موقع الموسوعة البريطانية (الإنجليزية)
- يانوش أدير على موقع مونزينجر (الألمانية)